# Ernst Julius Gurlt
Ernst Julius Gurlt (Berlino, 13 settembre 1825 – Berlino, 9 gennaio 1899) è stato un chirurgo tedesco.

## Biografia
Era il figlio del veterinario Ernst Friedrich Gurlt (1794-1882), ha studiato medicina a Berlino, in seguito divenne assistente di Bernhard von Langenbeck. Nel 1853 ha ricevuto la sua abilitazione per la chirurgia, diventando professore nel 1862 presso l'Università di Berlino. Ha maturato la sua esperienza chirurgica durante la Prima Guerra dello Schleswig (1848), Seconda Guerra dello Schleswig (1864), Guerra austro-prussiana (1866) e la Guerra franco-prussiana (1870-1871).
Gurlt era specializzato nella cura e nella ricerca di ossa e lesioni articolari. Egli è ricordato per studi condotti nel campo della statistica medica.
Era anche redattore e fondatore di diversi periodici scientifici fra cui l'Archiv für klinische Chirurgie.

## Pubblicazioni principali
Fu autore di un eccellente lavoro in tre volumi sulla storia della chirurgia, (Geschichte der Chirurgie und ihre Ausübung, 1898).
Le sue altre pubblicazioni:
- Preussische Pharmakopöe, Berlino: Decker, 1847
- Beiträge zur vergleichenden pathologischen Anatomie der Gelenkkrankheiten. Berlin 1853
- Handbuch der Lehre von den Knochenbrüchen (two volumes), (1862–64) Online: vol. 1
- Leitfaden für Operationsübungen am Kadaver und deren Verwerthung beim lebenden Menschen, (1862).
- Zur Geschichte der internationalen und freiwilligen Krankenpflege im Krieg (1873).
- Die Gelenk-Resectionen nach Schussverletzungen, (1879).
- Biographisches Lexicon der hervorragenden Ärtze aller Zeiten und Völker Online: volume 2 (1884)
- Geschichte der Chirurgie und ihrer Ausübung (1898) Online: vol. 1; vol. 2; vol. 3